# Kiến Hưng (xã)
Kiến Hưng là một xã thuộc thành phố Hải Phòng, Việt Nam.

## Địa lý
Xã Kiến Hưng có diện tích 13,74 km², dân số năm 2023 là 23.830 người, mật độ dân số đạt 1.734 người/km².

## Lịch sử
Ngày 24 tháng 10 năm 2024, Ủy ban Thường vụ Quốc hội ban hành Nghị quyết số 1232/NQ-UBTVQH15 về việc sắp xếp đơn vị hành chính cấp huyện, cấp xã của thành phố Hải Phòng giai đoạn 2023 – 2025 (nghị quyết có hiệu lực từ ngày 1 tháng 1 năm 2025). Theo đó, thành lập xã Kiến Hưng thuộc huyện Kiến Thụy trên cơ sở toàn bộ 3,94 km² diện tích tự nhiên, quy mô dân số là 8.287 người của xã Đại Hà; toàn bộ 3,15 km² diện tích tự nhiên, quy mô dân số là 6.107 người của xã Thụy Hương và toàn bộ 6,65 km² diện tích tự nhiên, quy mô dân số là 9.436 người của xã Ngũ Đoan.
Xã Kiến Hưng có 13,74 km² diện tích tự nhiên và quy mô dân số là 23.830 người.